# Raquel Saavedra
Raquel Saavedra Salvador (Barcelona, 11 de mayo de 1981) es una deportista española que compitió en natación adaptada. Ganó tres medallas en los Juegos Paralímpicos de Verano en los años 1996 y 2000.

## Palmarés internacional
| Juegos Paralímpicos | Juegos Paralímpicos      | Juegos Paralímpicos | Juegos Paralímpicos    |
| Año                 | Lugar                    | Medalla             | Prueba                 |
| ------------------- | ------------------------ | ------------------- | ---------------------- |
| 1996                | Atlanta (Estados Unidos) | Medalla de oro      | 100 m espalda B1       |
| 1996                | Atlanta (Estados Unidos) | Medalla de bronce   | 4 × 100 m estilos B1-3 |
| 2000                | Sídney (Australia)       | Medalla de bronce   | 100 m espalda S11      |